# Karakoin
Karakoin (nebo Dabusuntuz) je slané rosolovité jezero na jihu Karagandské oblasti v Kazachstánu. Leží na okraji Hladové stepi. Jeho celková rozloha je asi 72,5 km². Jezero je 16,8 km dlouhé a 8,3 km široké. Během dešťů se plocha zvětší na 80-90 km². Plocha povodí je 11800 km². Při jarním tání sněhu se do jezera vlévá říčka Katagansaj, která v létě vysychá.

## Pobřeží
Bezodtoké jezero má lopatkový tvar pobřeží. Zálivy a nevelká jezera, které se oddělují od Karakoinu zadržují léčivé bahno. Západní břeh jezera je strmý, východní břeh je bažinatý a na jaře zaplavovaný.
Pobřežní prostor je využíván pro pastviny.